# Plesiocera curvistoma
Plesiocera curvistoma är en tvåvingeart som beskrevs av Hesse 1956. Plesiocera curvistoma ingår i släktet Plesiocera och familjen svävflugor. Inga underarter finns listade i Catalogue of Life.